# Imagine Cup

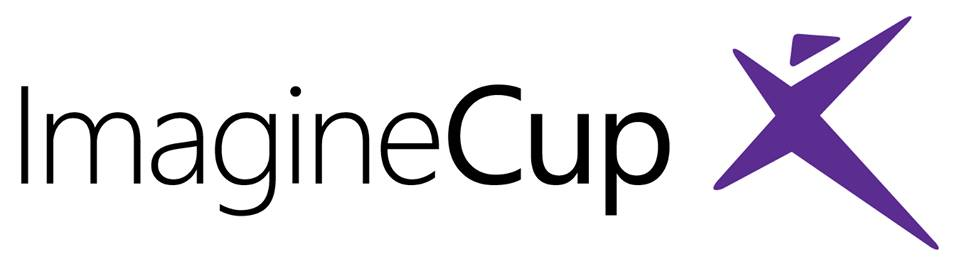
Logo Imagine Cup

Imagine Cup – konkurs technologiczny, organizowany corocznie dla studentów, przez firmę Microsoft. W ramach konkursu uczestnicy uzyskują wsparcie specjalistów w danych dziedzinach oraz mają możliwość uzyskania środków na rozwój swojego projektu. Dla wielu uczestników jest to kluczowy krok na drodze do założenia własnej działalności.
Konkurs rozpoczął się w 2003 z około 1000 uczestnikami z 25 krajów. Już w 2011 udział wzięło ponad 358 tysięcy uczestników z 183 krajów. We wszystkich 13 edycjach konkursu uczestniczyło blisko 2 miliony studentów, reprezentujących ponad 190 krajów.
Konkurs dzieli się na 3 główne kategorie: Games, Innovation i World Citizenship. Od 2015 w ramach Imagine Cup odbywa się także konkurs Learn, to code with NASA dla uczniów w wieku 6–18 lat oraz konkurs Hello Cloud.
Niegdyś finały odbywały się w miastach na całym świecie, obecnie odbywają się one w Seattle. Finał światowy 14 edycji konkursu, odbędzie się w Seattle, w lipcu 2016. Finaliści z całego świata będą mogli dodatkowo ubiegać się o nagrody Microsoft Imagine Cup o wartości 50 tysięcy dolarów, której celem jest pomoc studentom w realizacji ich pomysłów.

## Edycje
Dotychczas odbyło się trzynaście edycji konkursu, gospodarzami, których były kolejno:
- 2003: Barcelona, Hiszpania – Temat: Internet łącznikiem między ludźmi, informacją, systemami i rozwiązaniami (Link between people, information, systems, and devices, using Web services and NET as the springboard).
- 2004: São Paulo, Brazylia – Temat: Technologie, które ułatwiają życie (Imagine a world where smart technology makes everyday life easier).
- 2005: Yokohama, Japonia – Temat: Technologie, które ułatwiają pokonywanie barier (Imagine a world where technology dissolves the boundaries between us).
- 2006: Delhi, Indie – Temat: Technologie, które umożliwiają zdrowsze życie (Imagine a world where technology enables us to live healthier lives).
- 2007: Seul, Korea Południowa – Temat: Wyobraź sobie świat, w którym technologia ułatwia edukację każdemu z nas (Imagine a world where technology enables a better education for all).
- 2008: Paryż, Francja – Temat: Wyobraź sobie świat, w którym technologia pomaga chronić środowisko (Imagine a world where technology enables a sustainable environment).
- 2009: Kair, Egipt – Temat: Wyobraź sobie świat, w którym technologia pomaga rozwiązać najtrudniejsze problemy ludzkości (Imagine a world where technology helps solve the world’s toughest problems).
- 2010: Warszawa, Polska – Temat: Wyobraź sobie świat, w którym technologia pomaga rozwiązać najtrudniejsze problemy ludzkości (Imagine a world where technology helps solve the world’s toughest problems).
- 2011: New York, USA – Temat: Wyobraź sobie świat, w którym technologia pomaga rozwiązać najtrudniejsze problemy ludzkości (Imagine a world where technology helps solve the world’s toughest problems).
- 2012: Sydney, Australia – Temat: Wyobraź sobie świat, w którym technologia pomaga rozwiązać najtrudniejsze problemy ludzkości (Imagine a world where technology helps solve the world’s toughest problems).
- 2013: St. Petersburg, Russia – Temat: All dreams are now welcome.
- 2014: Seattle, USA
- 2015: Seattle, USA

## Zasady konkursu
Uczestnicy konkursu mogą rejestrować zgłoszenia w 3 głównych kategoriach:
- Projekty Społeczne (ang. World Citizenship) – kategoria, do której zakwalifikowane zostaną, zaprojektowane w oparciu o platformy Microsoft, projekty z największym potencjałem zaangażowania społecznego.

- Gry (ang. Games) – kategoria, do której zakwalifikowane zostaną najbardziej angażujące i atrakcyjne gry zbudowane w oparciu o platformy Microsoft (Windows 10, Windows Phone, Kinect dla Windows oraz Xbox One).

- Innowacje (ang. Innovation) – kategoria, do której zakwalifikowane zostaną projekty, które swoją oryginalnością zrewolucjonizują codzienne życie. Od 2014, w trakcie Finałów Krajowych[3][4], w każdej trzech kategorii, wybrane zostają Drużyny Narodowe, które tym samym zostają zakwalifikowane do półfinałów światowych. Każda ze zwycięskich drużyn zostaje zaprezentowana na stronie internetowej imaginecup.com. Od razu po zakończeniu Finałów Krajowych. Zwycięskie zespoły narodowe awansują do półfinałów światowych, które odbywają się w trybie online w maju. Na początku czerwca zostaje ogłoszona Drużyna Narodowa, która reprezentuje Polskę na Finałach Światowych[5] w Seattle, podczas których zespoły walczą o 50 000 dolarów.

## Liczby
Do światowych finałów w Redmond w 2015, zakwalifikowało się 150 drużyn z 64 krajów. Polskę reprezentował zespół Serious English Name.
- 2003 – 1000 uczestników, 25 krajów
- 2004 – 10 000 uczestników, 90 krajów
- 2005 – 30 000 uczestników, 97 krajów
- 2006 – 68 000 uczestników, 100 krajów
- 2007 – 100 000 uczestników, ponad 100 krajów
- 2008 – 200 000 uczestników, ponad 100 krajów
- 2009 – 300 000 uczestników, ponad 120 krajów

## Polacy w Imagine Cup
Polscy studenci biorą udział w Imagine Cup od 2004. Od kilku edycji Polacy regularnie stanowią jedną z największych reprezentacji krajowych. Nasi reprezentanci kilkukrotnie stawali na podium oraz zdobywali pierwsze miejsca w różnych kategoriach podczas finałów światowych. Światowe finały Imagine Cup 2010, odbywały się od 3 do 8 lipca 2010 w Polsce. Do Warszawy przyjechało ponad 400 reprezentantów z blisko 100 krajów, którzy rywalizowali w 5 kategoriach (Projektowanie Oprogramowania, Projektowanie Systemów Wbudowanych, Projektowanie Gier, Media Cyfrowe i Technologie Informatyczne) o tytuł najbardziej kreatywnych studentów na świecie.
2005
- I miejsce – Tworzenie Gier – Wojciech Jaśkowski, Jakub Gorgolewski – zespół AI@PUT (Politechnika Poznańska)

- III miejsce – Tworzenie Gier – Rafał Gliszczyński, Przemysław Makosiej (Politechnika Łódzka)

Mimo (mylącej) nazwy „Tworzenie Gier”, zadanie konkursowe polegało na opracowaniu algorytmu sztucznej inteligencji dla dwuosobowej gry czasu rzeczywistego pt. „Project Hoshimi”.
2006
- I miejsce – Algorytmy – Piotr Marek Mikulski (Uniwersytet Warszawski)

- II miejsce – Algorytmy – Przemysław Dębiak (Uniwersytet Warszawski), Tomasz Błajek (Politechnika Poznańska)

- II miejsce – Film Krótkometrażowy – Julia Górniewicz (Uniwersytet Warmińsko-Mazurski), Jacek Barcikowski (Politechnika Poznańska)

2007
- I miejsce – Algorytmy – Przemysław Dębiak (Uniwersytet Warszawski)

- I miejsce – Fotografia – Iwona Bielecka (Wojskowa Akademia Techniczna), Małgorzata Łopaciuk (Uniwersytet Kardynała Stefana Wyszyńskiego)

- I miejsce – Film Krótkometrażowy – Julia Górniewicz (Uniwersytet Warmińsko-Mazurski), Jacek Barcikowski (Politechnika Poznańska)

2008
- III miejsce – Projektowanie Systemów Wbudowanych – zespół Aero@PUT (Politechnika Poznańska)
- III miejsce – Projektowanie Oprogramowania (nagroda za interoperacyjność) – zespół Together (Politechnika Poznańska)

2009
- II miejsce – Mash Up – Monastery of Innovations (Politechnika Poznańska)
- I miejsce – Nagroda pierwszej damy Egiptu H.E. Suzanna Mubarak – kAMUflage (Politechnika Poznańska, Uniwersytet im. Adama Mickiewicza)
- II miejsce – nagroda za interoperacyjność – FteamS (Politechnika Łódzka) * 2010:
- W dodatkowej kategorii Internet Explorer 8 trzy pierwsze miejsca zajęły zespoły z Polski.

2010
- W dodatkowej kategorii Internet Explorer 8 trzy pierwsze miejsca zajęły zespoły z Polski.

2011
- II miejsce – IT Challenge – Błażej Matuszyk
- I miejsce – Game Design – Cellardoor
- III miejsce – Interoperacyjność – DemosceneSpirit (Łukasz Michniewicz, Szymon Majewski, Marek Banaszak, Magdalena Dudarska)

2012
- Pierwsze miejsce i możliwość reprezentowania Polski na światowych finałach w Sydney w Australii zdobyła drużyna ARMED z Wojskowej Akademii Technicznej w Warszawie (Weronika Ślusarska, Marcin Kukiełka, Jakub Kędzior, Adam Pabiś, Mariusz Chmielewski) z aplikacją SAPER.

2013
- Zwycięzcą lokalnej edycji konkursu i zdobywcą tytułu Drużyny Narodowej był zespół TapBoarders z Uniwersytetu Ekonomicznego w Poznaniu (Zbigniew Paszkiewicz, Tadeusz Makuch, Aleksandra Olejniczak, Stefania Tempłowicz, Bartosz Matuszewski) z projektem Multiboard.

2014:
- Drużyny Narodowe:
  - Power of Vision (Kategoria World Citizenship) – zespół z Politechniki Rzeszowskiej z projektem Face Controller. Rozwiązanie wykorzystuje Kinect for Windows i zostało stworzone z myślą o osobach niepełnosprawnych. Z pomocą aplikacji, użytkownik może kontrolować system przy użyciu ruchów głowy i mimiki. Dodatkowo aplikacja rozpoznaje mowę, dzięki czemu możliwe jest dyktowanie pojedynczych słów, wyrazów lub całych zdań.
  - We Code For Food (Kategoria Innovation) – zespół z Politechniki Białostockiej z projektem Phobos. Jest to system, który wykorzystując najnowsze technologie wirtualnej rzeczywistości i Microsoft Kinect potrafi rozpoznać i leczyć przyczyny fobii u pacjentów (m.in. poprzez symulacje przygotowane przez specjalnie przeszkolonych psychoterapeutów).
  - Hothead Baloon (Kategoria Games) – zespół z WSIiZ w Rzeszowie oraz Uniwersytet Warmińsko-Mazurski w Olsztynie przygotował Lore – grę przeznaczoną na platformy Windows, Windows Phone i Android. Gra umiejscowiona jest w małym, papierowym królestwie, w którym gracz przejmuje kontrolę nad elementami scenografii, dzięki czemu może usuwać przeszkody lub rozwiązywać zagadki.

- Na światowych finałach w Stanach Zjednoczonych Polskę reprezentowała drużyna Power of Vision z Politechniki Rzeszowskiej w składzie: Norbert Pisz, Piotr Wrotny, Daniel Pomianek, Sylwia Perykasza oraz Tomasz Pleśniak[7].

2015:
- Drużyny Narodowe:
  - Toast and Brains (Kategoria World Citizenship) – studenci Politechniki Białostockiej przygotowali projekt Photon – innowacyjny system, który uczy dzieci programowania i logicznego myślenia poprzez zabawę. Polega ona na wykorzystaniu małego robota zintegrowanego ze smartphonem, tabletem lub komputerem. Urządzenie pozwala także wziąć udział w interaktywnych grach z innymi użytkownikami. Każdy Photon rośnie wraz z jego właścicielem. Poprzez zdobywanie nowych umiejętności i zdolności zwiększa swoje możliwości.
  - Smart Mirrors (Kategoria Innovation) – projekt przeznaczony dla motocyklistów powstał dzięki współpracy uczniów i studentów Zespołu Szkół Komunikacji im. H. Cegielskiego w Poznaniu, Wyższej Szkoły Nauk Humanistycznych i Dziennikarstwa w Poznaniu, Wyższej Szkoły Zarządzania w Warszawie oraz Politechniki Poznańskiej. Dzięki telefonowi umieszczonemu w obszarze klatki piersiowej, specjalnej aplikacji oraz konstrukcji lusterek, kierowca motocykla nie musi już dopasowywać ustawienia lusterek w zależności od pozycji ciała – dzieje się to automatycznie. Kiedy osoba prowadząca jednoślad pochyla się mocniej przy większej prędkości, aplikacja znajdująca się w telefonie ustawia lusterka w odpowiedniej pozycji, co znacznie zwiększa bezpieczeństwo kierowcy.
  - English Serious Name (Kategoria Games) – drużyna z Uniwersytetu Łódzkiego zgłosiła do konkursu grę Bandbarian. Śledzi ona losy wojownika podczas jego misji, by stać się silniejszym. Aby osiągnąć ten cel, gracz musi ćwiczyć razem z postacią. Gra śledzi wyniki ze specjalnej opaski fitbit i przekłada je na progres wojownika w grze. W ten sposób zarówno gracz, jak i jego awatar dążą do lepszej kondycji.

2017:
- Drużyny Narodowe:
  - Idea_hunters, projekt Elephant (Kategoria World Citizenship) – Jest to koncepcja textronicznego ubranka niemowlęcego dla dzieci w wieku 0. – 12. miesięcy, które ma za zadanie monitorować ich funkcje życiowe i stymulować prawidłowy rozwój układu mięśniowego. Docelowo projekt zakłada także monitorowanie temperatury i potliwości ciała, aktywności mięśniowej i oddechowej oraz funkcji serca. Zbierane w ten sposób informacje dadzą całościowy obraz stanu zdrowia niemowlaków, który pomoże w wykrywaniu nieprawidłowości lub potencjalnego zagrożenia. (reprezentant zespołu: Magdalena Lebiedziewicz).
  - Pyra Squad, projekt The Blindness (Kategoria Games) – The Blindness to gra pozwalająca zanurzyć się w unikalnym świecie zbudowanym całkowicie z muzyki, efektów dźwiękowych i narracji. Dzięki tej koncepcji, w rozgrywce mogą brać udział także osoby niewidome, a pozostali użytkownicy mogą poczuć, jak funkcjonują osoby pozbawione tego zmysłu. (kapitan zespołu: Artur Pereć).
  - MIdI Studio Team, projekt MiDi Studio VR (Kategoria Innovation) – MiDi Studio VR to pierwszy kompletny interfejs MIDI dla wirtualnej rzeczywistości, dzięki któremu użytkownicy mogą tworzyć i modulować dźwięki za pomocą dostępnych wirtualnych instrumentów. (kapitan zespołu: Hubert Dworczyński).
  - Activy (Kategoria Smart City Challenge) – Nagroda specjalna w kategorii Smart City Challenge trafiła do zespołu Activy, który promuje zamianę samochodów na rowery jako podstawowe środki komunikacji w miastach włączając w swoje rozwiązanie grywalizację. (kapitan zespołu: Igor Pielas).